# Daanbantayan
Daanbantayan is een gemeente in de Filipijnse provincie Cebu. Bij de census van 2015 telde de gemeente ruim 84 duizend inwoners.

## Geografie

### Bestuurlijke indeling
Daanbantayan is onderverdeeld in de volgende 20 barangays:
| - Aguho - Bagay - Bakhawan - Bateria - Bitoon - Calape - Carnaza - Dalingding - Lanao - Logon | - Malbago - Malingin - Maya - Pajo - Paypay - Poblacion - Talisay - Tapilon - Tinubdan - Tominjao |

## Demografie
Daanbantayan had bij de census van 2015 een inwoneraantal van 84.430 mensen. Dit waren 9.533 mensen (12,7%) meer dan bij de vorige census van 2010. Ten opzichte van de census van 2000 was het aantal inwoners gegroeid met 15.094 mensen (21,8%). De gemiddelde jaarlijkse groei in die periode kwam daarmee uit op 1,30%, hetgeen lager was dan het landelijk jaarlijks gemiddelde over deze periode (1,84%).

De bevolkingsdichtheid van Daanbantayan was ten tijde van de laatste census, met 84.430 inwoners op 92,27 km², 915 mensen per km².